# Karl Mann (Widerstandskämpfer)
Karl Mann (15. Februar 1924 in Wien – 13. März 1944 ebenda) war ein österreichischer Tapezierer und Widerstandskämpfer gegen den Nationalsozialismus. Er wurde von der NS-Justiz zum Tode verurteilt und im Alter von 20 Jahren im Wiener Landesgericht geköpft.

## Leben
Mann arbeitete am Aufbau des Kommunistischen Jugendverbandes Österreichs (KJVÖ) mit und beteiligte sich an der Widerstandsgruppe Der Soldatenrat. Diese Gruppe erarbeitete pazifistische Schriften und versandte sie mittels Feldpost an Soldaten an der Front. Mann wurde im Oktober 1942 festgenommen und stand am 12. Oktober 1943 wegen „Vorbereitung zum Hochverrat“ vom Volksgerichtshof – gemeinsam mit Anna Gräf, Leopoldine Sicka und Franz Sikuta – vor dem Volksgerichtshof. Die NS-Verordnung zum Schutze gegen jugendliche Schwerverbrecher ermöglichte es, Jugendliche wie Erwachsene zu behandeln und bestrafen.
In der Urteilsbegründung hieß es:  „Die Angeklagten Gräf und Mann waren zur Tatzeit noch nicht 18 Jahre alt. Nach Prüfung der Persönlichkeit dieser Angeklagten durch den Senat in der Hauptverhandlung war festzustellen, dass diese Angeklagten intelligent, sowohl körperlich als auch geistig weit über ihr wirkliches Alter hinaus entwickelt sind und zweifellos zur Tatzeit schon gewesen sind.“
Mann und die drei Mitangeklagten wurden zum Tode verurteilt. 
Die Urteilsbegründung lautete: „Wer im Kriege, während der Soldat an der Front kämpft und blutet und die Heimat das Letzte an Opfern und Kraft hergibt, um diesen Kampf der Soldaten zu unterstützen, die Einheit von Front und Heimat zu zerstören sucht, muss fallen.“
Die Hinrichtung Karl Manns durch das Fallbeil erfolgte am 13. März 1944 im Wiener Landesgericht.

## Gedenken
Sein Name findet sich auf der Gedenktafel im ehemaligen Hinrichtungsraum des Wiener Landesgerichts.

## Nachweise
1. ↑  Nachkriegsjustiz, abgerufen am 10. Februar 2015

| Personendaten    | Personendaten                                                                    |
| ---------------- | -------------------------------------------------------------------------------- |
| NAME             | Mann, Karl                                                                       |
| KURZBESCHREIBUNG | österreichischer Tapezierer und Widerstandskämpfer gegen den Nationalsozialismus |
| GEBURTSDATUM     | 15. Februar 1924                                                                 |
| GEBURTSORT       | Wien                                                                             |
| STERBEDATUM      | 13. März 1944                                                                    |
| STERBEORT        | Wien                                                                             |